# U-861
U-861 — большая океанская немецкая подводная лодка типа IXD2 времён Второй мировой войны. Заказ на постройку субмарины был отдан 5 июня 1941 года. Лодка была заложена 15 июля 1942 года на верфи компании АГ Везер в Бремене под строительным номером 1067, спущена на воду 29 апреля 1943 года, вошла в строй 2 сентября 1943 года под командованием капитан-лейтенанта Йюргена Эстена.

## Флотилии
- 2 сентября 1943 года — 31 марта 1944 года 4-я флотилия (учебная)
- 1 апреля — 30 сентября 1944 года 12-я флотилия
- 1 октября 1944 года — 6 мая 1945 года 33-я флотилия

## Боевая служба
Лодка совершила 2 боевых похода, потопила 3 судна суммарным водоизмещением 20 311 брт, потопила один вспомогательный военный корабль (1 737 брт), повредила одно судно (8 139 брт).
Выведена из эксплуатации 6 мая 1945 года в Тронхейме, Норвегия. 29 мая переведена в Лисахалли, Северная Ирландия. Потоплена 31 декабря 1945 года в ходе операции «Дэдлайт» в районе с координатами 55°25′ с. ш. 07°15′ з. д..